# Гней Домиций Кальвин Максим
Гней Доми́ций Кальви́н Ма́ксим (лат. Gnaeus Domitius Calvinus Maximus; IV—III века до н. э.) — римский политический деятель и военачальник из плебейского рода Домициев, консул 283 года до н. э., диктатор и цензор в 280 году до н. э. Участвовал в войнах с галлами, первым из цензоров-плебеев совершил люстр.

## Биография
Гней Домиций Кальвин Максим принадлежал к плебейскому роду Домициев и был сыном Гнея Домиция Кальвина, консула 332 года до н. э. (первого консула в этом роду). Первое упоминание о нём в сохранившихся источниках относится к 305 году до н. э.: по данным Плиния Старшего, Гней Домиций был тогда кандидатом в курульные эдилы, но проиграл выборы Гнею Флавию. Тит Ливий вслед за Луцием Кальпурнием Пизоном Фруги называет его эдилом 299 года до н. э. Немецкий антиковед Фридрих Мюнцер считает это явной ошибкой (по данным другого источника, в тот год эдилами были только патриции), британский учёный Роберт Броутон допускает вероятность этого эдилитета. Существует мнение о том, что оба сообщения могут быть недостоверными.
В 283 году до н. э. Кальвин Максим стал консулом вместе с патрицием Публием Корнелием Долабеллой. Рим тогда воевал с луканами, бруттиями, самнитами и галлами-сенонами, но о действиях Гнея во время этой войны сообщает только один античный автор — Аппиан Александрийский. По его словам, когда Долабелла одержал победу при Вадимонском озере и опустошил земли сенонов, те объединились с этрусками и двинулись на Рим, а Кальвин Максим преградил им дорогу. В сражении он одержал победу. Тогда сеноны, по словам Аппиана, «в безумии уничтожили самих себя». Мюнцер предположил, что этот рассказ — поздний вымысел, основанный на кратком сообщении древнейших источников о противостоянии Гнея Домиция и Публия Корнелия галльской военной угрозе.
В 280 году до н. э. Кальвин Максим был назначен диктатором для проведения выборов (имя его начальника конницы неизвестно). В том же году он получил цензуру, и такое совмещение стало первым в истории Римской республики. Коллегой Гнея был патриций Луций Корнелий Сципион Барбат. Гней первым из плебеев совершил люстр — очистительный обряд, совершавшийся по окончании переписи. При нём было насчитано в общей сложности 287 222 римских гражданина.
После цензуры Кальвин Максим не упоминается в сохранившихся источниках.